# Ranko Vidović
Ranko Vidović (ur. 6 maja 1961 w Vidonje) – chorwacki duchowny katolicki, biskup Hvar od 2021.

## Życiorys
Święcenia kapłańskie otrzymał 29 sierpnia 1986 i został inkardynowany do archidiecezji Split-Makarska. Po dwuletnim stażu wikariuszowskim został proboszczem parafii w splickiej dzielnicy Lovrinac. W 2014 mianowany proboszczem parafii w Solin oraz kustoszem tamtejszego sanktuarium maryjnego.
4 marca 2021 papież Franciszek mianował go ordynariuszem diecezji Hvar. Sakry udzielił mu 22 maja 2021 arcybiskup Marin Barišić.